# Stawek (gmina)
Stawek – dawna gmina wiejska istniejąca do 1928 roku w woj. poleskim II Rzeczypospolitej (obecnie na Białorusi). Siedzibą władz gminy był Stawek.
W okresie międzywojennym gmina Stawek należała do powiatu pińskiego w woj. poleskim.
Gminę zniesiono 18 kwietnia 1928 roku a jej obszar wszedł w skład gmin Pinkowicze i Żabczyce.